# ديرموت ديزموند
ديرموت ديزموند (بالإنجليزية: Dermot Desmond)‏ هو رائد أعمال أيرلندي، ولد في 14 أغسطس 1950 في Macroom ‏ في جمهورية أيرلندا.